# Little by Little (gruppo musicale)
I Little by Little sono un gruppo J-pop giapponese, conosciuti per i loro contributi musicali nel settore gli anime. Tra questi si ricorda la terza sigla iniziale di Naruto Love & Peace, Kanashimi wo Yasashisa ni ("悲しみをやさしさに"), la sigla iniziale di Superior Defender Gundam Force, Hummingbird, la sigla finale di Yakitate!! Japan e la sigla finale dell'anime Naruto: Shippūden, Kimi Monogatari.
Devono il nome all'omonimo brano degli Oasis, la loro band preferita.

## Discografia

### Album
- Sweet Noodle Pop (20 luglio 2005)

1. Sweet Noodle Pop
2. Just Like Eating Cheese
3. CLOSER
4. 悲しみをやさしさに (Kanashimi wo yasashisa ni, 'Tristezza nella Gentilezza') terza opening della serie animata Naruto
5. ケチャップ (Kechappu)
6. 雨上がりの急な坂道 (Ameagari no kyūna sakamichi)
7. 僕はサテライト (Boku wa sateraito)
8. Ninja Kids
9. シンクロ ('Synchro')
10. dept
11. LOVE & PEACE
12. home town
13. ハミングバード ('Hummingbird') terza ending della serie animata Yakitate!! Japan
14. アストロドッグ ('Astrodog')
15. 開国ロック (Kaikoku rokku)

### Singoli
- 悲しみをやさしさに (Kanashimi wo Yasashisa ni, 'Tristezza nella Gentilezza') (17 dicembre 2003)

1. 悲しみをやさしさに
2. Ireland fortune market
3. Home Town
4. 悲しみをやさしさに NARUTO -ナルト- Opening MIX

- LOVE & PEACE (14 aprile 2004)

1. LOVE & PEACE
2. PUZZLE
3. アストロドッグ (Asutorodoggu, 'Astrodog')
4. LOVE & PEACE (Strumentale)

- 雨上がりの急な坂道 (Ameagari no kyūna sakamichi) (11 agosto 2004)

1. 雨上がりの急な坂道
2. ハッブル (Habburu)
3. Ninja Kids
4. 雨上がりの急な坂道 -strumentale-

- シンクロ (Shinkuro, 'Synchro') (20 aprile 2005)

1. シンクロ
2. 名前のない今日 (Namae no nai kyō, 'Oggi senza un nome')
3. シンクロ -strumentale-

- ハミングバード (Hamingubādo, 'Hummingbird') (8 giugno 2005)

1. ハミングバード
2. LONELY SURVIVOR
3. ハミングバード -strumentale-

- キミモノガタリ (Kimi monogatari, 'La tua storia') (5 dicembre 2007) (terza ending di Naruto Shippuuden)

1. キミモノガタリ